# Sorø
Sorø ligger på Midtsjælland og har 8.400 indbyggere  (2024) i byen. Byen ligger i et område med skove og adskillige søer, hvoraf Sorø Sø og Tuelsø er de største. Den sydlige bydel hedder Frederiksberg med 4.053 indbyggere  (2024) og den nordlige Pedersborg. På Frederiksberg ligger Sorø station med jernbaneforbindelse mod øst og vest. Tidligere var der jernbane mod nord, Veddebanen, med bl.a. stop i Pedersborg.
Sorø er regionshovedby i Region Sjælland. Byen befinder sig forholdsvis tæt på motorvej E20 og har således gode adgangsveje til hovedstaden (ca. 1 time). Der er 13 kilometer til Dianalund, 15 til Slagelse, 16 til Ringsted, 29 til Næstved, 33 til Korsør og 36 kilometer til Holbæk.
Byens indbyggere kaldes soranere.

## Etymologi
Navnet kommer af Sor Ø, da det oprindelige munkekloster lå på et landområde omkranset af sø og mose. Byen er i de ældste kilder benævnt Sor. Andre mener, at navnet er en afledning af det olddanske sør, der betyder "dynd", men kan også have betydningen "dyndet ved søen".  

## Historie

### Tidlig historie
Sorø opstod som bebyggelse i år 1142, da stormanden Asser Rig grundlagde et benediktinerkloster for munke på stedet. Benediktinerne havde dog ikke succes med at drive klosteret, og derfor udskiftede stormandens søn, Biskop Absalon, denne munkeorden med cisterciensere, der havde gode evner som jord- og godsforvaltere. Det sydvestsjællandske Sorø Kloster voksede snart til Nordens største og rigeste klosterområde, hvilket foranledigede besøg af adskillige danske konger, bl.a. Christoffer 2., Valdemar Atterdag og Oluf 2., som alle ligger begravet i Sorø Klosterkirke den dag i dag. De mange kongebesøg gav Sorø megen anseelse i Middelalderen.
Klosterets status skulle dog snart ændre sig i en anden retning. Da Reformationen indtraf i 1536, var Sorø Kloster udelukkende et alderdomshjem for gamle og svagelige munke, og i forbindelse med den sidste munks død stiftede Frederik 2. i 1586 en kostskole på stedet for borgerskabets og adelens drenge, med navn "Sorø Lærde Skole" der senere skulle blive til Sorø Akademi. I 1638 fik byen købstadsrettigheder i forbindelse med, at Christian 4. oprettede et ridderakademi tæt ved skolen, hvor hans sønner skulle oplæres. Da forfatteren og digteren Ludvig Holberg i 1700-tallet testamenterede sine ejendomme og det meste af sin formue til Akademiet, byggede man i 1747 de første selvstændige undervisningsbygninger.

### 1800 og til i dag
Sorø Akademis hovedbygning brændte i 1813. Enkelte gamle bygninger overlevede dog - bl.a. pavillonerne Molbechs Hus og B.S. Ingemanns Hus. Begge huse er fra 1740. Den nuværende hovedbygning er fra 1827.
Frem til midten af 1800-tallet var Sorø mest en by for håndværksmænd og skolefolk, da skove, søer og moser vanskeliggjorde større handel i området. I 1856 kom den øst-vest-gående sjællandske jernbane til byen, og der blev oprettet en station lidt syd for centrum. I modsætning til andre danske byer betød jernbanens fremkomst ingen øget industrialisering i Sorø-området, og byen vedblev at være en "skoleby" frem til nutiden. Sorø opretholdt dog en status som politisk administrationscenter i området. Således har Sorø været hovedsæde for Sorø Amt og Vestsjællands Amt. En tradition, der blev videreført ved etableringen af Region Sjælland.
I 1988 blev et intercitytog afsporet ved Sorø, hvilket kostede 8 mennesker livet og sårede 72 andre.
Ved kommunalreformens ikrafttræden i 2007 blev Sorø Kommune lagt sammen med Stenlille og Dianalund Kommuner. I den nye Sorø Kommune ligger rådhuset i Sorø.

## Infrastruktur og transport
Sorø ligger lige syd for Europavej E20, der går fra København til Korsør og videre til Fyn og Jylland.
Sekundærrute 150 går fra Køge til Korsør via ringsted. Nordmarksvej går fra E20 i nord til Ringstedvej (Sekundærrute 150) i syd og dele byen i to halvdele.
I december 2014 åbnede den første af en række hurtigladestationer til elbiler ved Sorø. I løbet af 2015 er der planer om åbne yderligere 40 lignende stationer overalt i Danmark.
Fra Sorø Station afgår InterCity tog mod København, Esbjerg, Herning, Sønderborg og Flensborg i Tyskland.

## Kultur
Sorø har adskillige kulturelle arrangementer og foreninger at byde på. I Storgade ligger Sorø Museum, der er en del af Museum Vestsjælland, med lokalhistoriske samlinger fra oldtid til nyere borgerskabs- og vestsjællandsk bondekultur. Desuden en aktiv købmandsbutik fra 1880 og en mindestue for salmedigteren B.S. Ingemann. Museet er indrettet i en fredet bindingsværksbygning. Sorø rummer flere gamle fredede bygninger bl.a. Ingemanns og Molbechs huse, Scavenius' Stiftelse og Klosterporten.
De seneste års største kulturelle tiltag har været byggeriet af en helt ny museumsbygning, der huser Sorø Kunstmuseum. Her finder man en større samling kunstværker fra middelalderen til nutiden, bl.a. værker af berømte malere fra Den danske Guldalder og Skagen-egnen, samt en usædvanlig samling af russiske ikoner.
Byens biograf, Victoria Teatret har ligget i Storgade siden 1983.
På Sorø Akademi findes Hauchs Samling, der viser Akademiets gamle fysikapparater og en parken Akademihaven, med bl.a. H.V. Bissens statue af Holberg. Parken blev anlagt som barokhave i 1700-tallet, Sorø Akademis bygning, Ingemanns og Molbechs huse der er fra midten af 1700-tallet.
Sorø Bibliotek består af tre lokalbiblioteker i hhv. Sorø, Dianalund og Stenlille. Biblioteket i Sorø er delvist indrettet i en gammel bindingsværkbygning.
Byen rummer flere historiske bygninger, herunder Klosterporten, der kan spores helt tilbage til 1160'erne.
I omegnen af Sorø by er der mange muligheder for vandre-, cykel- og løbeture rundt om Sorø Sø på afmærkede stier. På selve søen kan man i sommerhalvåret få en rundtur med Sorø Bådfart.

### Sport
Sorø har tidligere hørt til i Danmarkstoppen inden for bl.a. tennis, bordtennis og cricket. Sorø Golfklub og Sorø Roklub har fostret enkelte stærke talenter i de sidste par årtier. Blandt de største sportsforeninger er Fodboldklubben Sorø Freja og Lynge-Broby IF som har byens største ungdomsafdeling, to kunststofbaner og bl.a. padeltennisanlæg
Sorøs største forening var dog Sorø Antenneforening med ca. 4800 medlemmer (2007), men blev nedlagt med ønske fra daværende teleselskab Stofa.

## Uddannelse
Folkeskoler:
- Sorø Borgerskole
- Frederiksberg Skole
- Holbergskolen
- Pedersborg Skole
- Ruds Vedby Skole
- Stenlille Skole

## Venskabsbyer
- Fljotsdalsherad
- Eidsvoll
- Pruszcz
- Skara

## Galleri
- Sorø Akademi i slutningen af 1800-tallet.
- Sorø Klosterkirke.
- Ved Sorø Akademi.
- Klosterporten.
- Sorø Akademis hovedbygning.
- Sorø Gamle Kirkegård.
- Søgade.